# 克拉斯諾戈爾斯克高地
克拉斯諾戈爾斯克高地是俄羅斯的高地，由烏德穆爾特共和國和韃靼斯坦共和國負責管轄，是切普察河的發源地，最高點海拔高度285米，該地區被針葉林覆蓋。